# Vitse-Admiral Drozd
El Vitse-Admiral Drozd (en ruso: Вице-адмирал Дрозд) fue el tercer buque del Proyecto 1134 Berkut de Grandes Buques Antisubmarinos (en ruso: Большой Противолодочный Корабль, BPK) construidos para la Armada soviética, también conocidos como cruceros lanzamisiles de la clase 'Kresta I' o clase Almirante Zozulya.
El buque entró en servicio en 1968 y sirvió en la Flota del Báltico y la Flota del Norte durante las décadas de 1970 y 1980. Además de participar en ejercicios navales en el océano Atlántico, el buque colaboró en el rescate de la tripulación del submarino siniestrado K-19 en 1972. Como consecuencia, el buque fue nombrado en el libro de honor de la Flota del Norte. El buque fue reclasificado como "Gran Cohete" (en ruso: Ракетные крейсера проекта, RKR) en 1977 para reflejar su capacidad polivalente. Tras una modernización en 1981, el Vitse-Admiral Drozd siguió operando en el Mar Mediterráneo y el océano Atlántico.
El buque observó el bombardeo estadounidense de Libia en 1986 y realizó visitas de buena voluntad a Annaba (Argelia) y Dubrovnik (Yugoslavia), así como a Trípoli y Tobruk. Tras ser dado de baja en 1990, el buque fue enviado a la India para ser desguazado en 1992, pero se hundió durante el camino.

## Hundimiento
Después de más de 20 años de servicio, el barco fue dado de baja el 1 de julio de 1990. La bandera se arrió el 2 de junio de 1991 y, en marzo de 1992, el Vitse-Admiral Drozd se hundió mientras era remolcado a la India para ser desguazado.